# 奥布河畔布兰库尔
奧布河畔布兰库尔（法語：Blaincourt-sur-Aube，法語發音：[blɛ̃kuʁ syʁ ob]）是法国奥布省的一个市镇，位于该省东北部，属于奥布河畔巴尔区。

## 地理
奥布河畔布兰库尔（48°23'23"N, 4°27'15"E）面积5.79 平方千米，位于法国大東部大區奥布省，该省份为法国中北部省份，北起马恩省，西接塞纳-马恩省，西南至约讷省，东南至科多尔省，东临上马恩省。
与奥布河畔布兰库尔接壤的市镇（或旧市镇、城区）包括：布列讷堡、埃帕涅、马托、佩勒和代尔、普雷西圣母村、圣莱热苏布列讷。

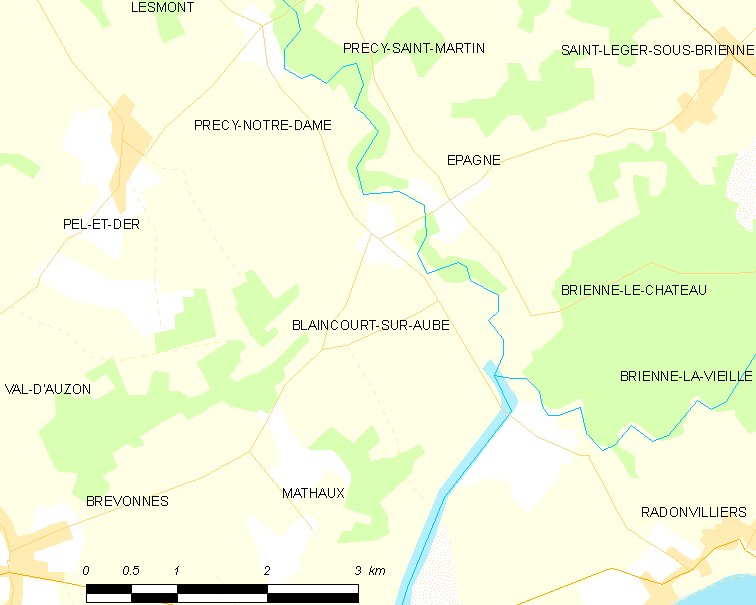
奥布河畔布兰库尔的OSM定位图

奥布河畔布兰库尔的时区为UTC+01:00、UTC+02:00（夏令时）。

## 行政
奥布河畔布兰库尔的邮政编码为10500，INSEE市镇编码为10046。

## 政治
奥布河畔布兰库尔所属的省级选区为布列讷堡县。

## 人口

1962-2008年间奥布河畔布兰库尔人口变化图示

奥布河畔布兰库尔于2022年1月1日时的人口数量为98人。